# Miguel Lasso de la Vega y López de Tejada
Miguel Lasso de la Vega y López de Tejada, marqués de Saltillo (Carmona, província de Sevilla, 5 de maig de 1893 - Madrid, 19 de desembre de 1957) fou un professor i historiador espanyol.

## Biografia
Des de molt jove va manifestar una decidida vocació pels estudis històrics, especialment en Genealogia i Heràldica, branques en les quals va arribar a ser autoritat indiscutible. Va cursar els estudis de Filosofia i Lletres i de Dret, en la Universitat de Sevilla, i un cop acabades ambdues carreres, va obtenir la càtedra d'Història d'Espanya en la Universitat de Sevilla el 1919.
Posteriorment i successivament va exercir la mateixa càtedra a les Universitats d'Oviedo el 1923, Saragossa el 1938 i Madrid el 1949. El 1922 va ingressar en l'Acadèmia Sevillana de Bones Lletres amb l'estudi titulat "Piedras sevillanas". Fou membre de nombre de la Reial Acadèmia de la Història, va ingressar el 1942, dissertant sobre Doña Mencía de Mendoza. També ho fou de la Hispanic Society of America, amb seu a Nova York.
Degà de la Facultat de Lletres de Barcelona; del Consell Nacional d'Educació; Vicepresident de la Societat Espanyola d'Amics de l'Art; del Consell Superior d'Investigacions Científiques i de la Societat Menéndez Pelayo.

## Obres
- Doña Mencía de Mendoza, Marquesa de Cenete. Madrid, 1942.
- Catálogo de la exposición de la heráldica en el arte. Madrid, 1947.
- El Patronato de Castilla y la presentación de diócesis en tiempo de Felipe II, Madrid 1948.
- Discurso leído en el acto de su recepción por el Excmo. Sr. D. Miguel Lasso, 1942
- La embajada en Alemania del conde de Oñate y la elección de Fernando II. Madrid, 1929.